# Augochloropsis villana
Augochloropsis villana är en biart som beskrevs av Embrik Strand 1910. Augochloropsis villana ingår i släktet Augochloropsis och familjen vägbin. Inga underarter finns listade.